# Planalto (Paraná)
Planalto est une ville brésilienne de l'État du Paraná. Sa population était estimée à 13 944 habitants en 2014.